# Али Абдул Аал Сайед Ахмед
Али Абдель Аал Сайед Ахмед (род. 29 ноября 1948) — египетский профессор права. В прошлом — спикер Палаты представителей Египта (2016—2021). Профессором права он работал в университете Айн-Шамс и специализировался в области конституционного права.

## Биография и карьера
Абдель Аал родился 29 ноября 1948 года. Он изучал права и получил степень в 1972 году. В следующем году он начал работать заместителем прокурора. В 1974 году он стал преподавателем университета. Десять лет спустя он получил докторскую степень в государственном университете Парижа.
В 1992 году он был советником по конституционным вопросам в парламенте Египта. В 1993 году он помог с разработкой Конституции Эфиопии. В качестве советника по конституционным вопросам он работал в Королевском суде Кувейта в период с 1993 по 2011 год. Абдул Аал работал профессором конституционного права в университете Айн-Шамс.
Абдель Аал был одним из конституционных экспертов, который работал над Конституцией Египта 2014 года. В 2015 году он был главой комитета, который разработал три новых закона о выборах.
На парламентских выборах 2015 года Абдул Аал вступил в партию «Ради любви к Египту» для избирательного округа Асуана. Он был избран Спикером Палаты представителей 10 января 2016 года, получив 401 из 585 голосов.